# Ferran Martínez
Ferran Martínez, né le 25 avril 1968 à Barcelone, est un basketteur espagnol.

## Biographie
Pivot de 2,13 mètres né à Barcelone, il a évolué dans les deux grands clubs catalans de basket-ball, le FC Barcelone et la Joventut de Badalona. Avec ce dernier club, il remporte le plus grand trophée du basket-ball européen en club, la Coupe des clubs champions en 1994 à Tel-Aviv contre l'Olympiakos. Sur le plan européen, il a également remporté une Coupe Korać.
Il a également remporté de nombreux titres nationaux: sept championnats d'Espagne (cinq avec Barcelone, deux avec la Joventut), deux coupes du Roi, un championnat de Grèce.
Avec la sélection espagnole, il a évolué avec toutes les équipes de jeunes puis fait ses débuts en 1986 contre la Tchécoslovaquie. Avec l'équipe d'Espagne, il a participé à cinq championnats d'Europe, deux championnats du monde et un tournoi olympique lors des Jeux olympiques de 1988 à Séoul. Durant la période où il a évolué avec sa sélection, ses seules absences, en 1991 et 1992, étaient dues à des blessures au dos.

## Clubs successifs
- 1985-1988 :  FC Barcelone
- 1988-1989 :  Espanyol Barcelone
- 1989-1990 :  FC Barcelone
- 1990-1994 :  Joventut de Badalona
- 1994-1996 :  FC Barcelone
- 1996-1998 :  Panathinaikos
- 1998-1999 :  Peristéri BC
- 1999-2001 :  Joventut de Badalona
- 2001-2002 :  Peristéri BC

## Palmarès

### Club
Compétitions internationales 
- Vainqueur de l'Euroligue 1994
- Finaliste de l'Euroligue 1990 et 1996 avec Barcelone
- Finaliste de l'Euroligue 1992 avec la Joventut
- Vainqueur de la Coupes des Coupes en 1986
- Vainqueur de la Coupe Korać 1987
- Vainqueur de la coupe du monde des clubs 1985 avec Barcelone et 1997 avec le Panathinaikos

 Compétitions nationales 
- Champion d'Espagne en 1987, 1988, 1990, 1995, 1996 avec le FC Barcelone, en 1991 et 1992 avec la Joventut
- Champion de Grèce 1998
- Vainqueur de la Coupe du Roi en 1987, 1988

### Sélection nationale
Jeux olympiques d'été
- 8e des Jeux olympiques de 1988 à Séoul, Corée du Sud

Championnat du monde
- 10e du Championnat du monde 1990 en Argentine
- 10e du Championnat du monde 1994 à Toronto, Canada

Championnat d'Europe
- 4e du Championnat d'Europe 1987 à Athènes, Grèce
- 5e du Championnat d'Europe 1989 à Zagreb, Yougoslavie
- 5e du Championnat d'Europe 1993 à Munich, Allemagne
- 6e du Championnat d'Europe 1995 à Athènes, Grèce
- 5e du Championnat d'Europe 1997 à Barcelone, Espagne

Autres
- Débuts en Équipe d'Espagne en 1986 contre la Tchécoslovaquie
- 5 sélections en équipe d'Espagne des moins de 23 ans
- 8 sélections en équipe d'Espagne espoir
- 21 sélections en équipe d'Espagne junior
- 23 sélections en équipe d'Espagne jeune
- International espagnol cadet